# Route 66 (Ontario)
Pour les articles homonymes, voir Route 66 (homonymie).
La route 66 est une route provinciale de l'Ontario, plus précisément située dans le nord-est de la province, dans le district de Timiskaming et dans la région de la ville de Kirkland Lake. Elle est longue de 104 kilomètres, entre Matachewan et la frontière Québec-Ontario. Elle fait aussi partie de la route Transcanadienne sur une partie de son tracé.

## Description du Tracé

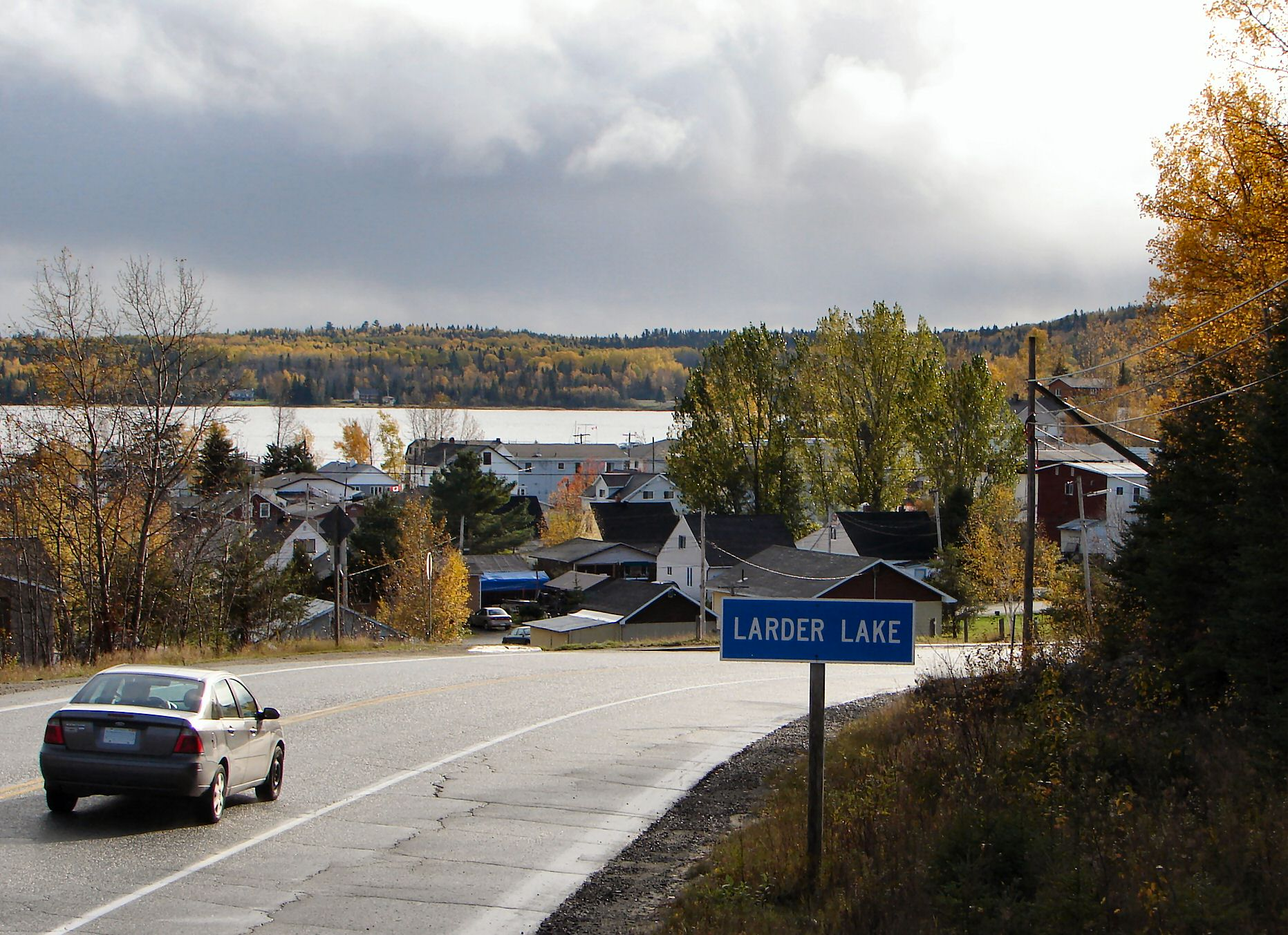
La 66 à Larder Lake.

La route provinciale 66 est la continuité de la route secondaire 566, à Matachewan, en provenance du lac Kapiskong, étant une route de gravier. C'est à cet endroit que la route 66 débute. Elle se dirige vers l'est en croisant la route 65, cinq kilomètres à l'est de Matachewan. C'est au kilomètre 46, à Kenogami Lake, qu'elle croise la route 11, en direction de Kapuskasing ou de North Bay. C'est à partir de ce point que la route 66 fait partie de la route Transcanadienne.
La route 66 se dirige ensuite vers le nord-est pendant une quinzaine de kilomètres et traverse la ville de Kirkland Lake après avoir croisé la route 112. Après Kirkland Lake, la 66 poursuit sa route vers l'est en traversant de petits villages tels que King Kirkland, Larder Lake, Virginiatown et Kearns. C'est environ trois kilomètres à l'est de Kearns qu'elle se termine en traversant la frontière entre le Québec et l'Ontario, laissant sa place à la route 117 au Québec, précisément à Rouyn-Noranda, dans la région de l'Abitibi-Témiscamingue.

## Intersections
| Route 66                |               |     | | |
| District                | Ville         | km  | Intersection/Destinations                                                                                     | Notes |
| District de Timiskaming | Matachewan    | 0   | Route 566 ouest (route de gravier), Lac Kapiskong                                                             | Début de la route provinciale 66                                                                              |
| District de Timiskaming | Matachewan    | 5   | R-65 sud, Elk Lake, New Liskeard                                                                              | |
| District de Timiskaming | Kenogami Lake | 46  | R-11, Cochrane, Kapuskasing, Hearst, North Bay                                                                | À partir de ce point, la route 66 fait partie de la Route Transcanadienne                                     |
| District de Timiskaming | Kirkland Lake | 56  | R-112 sud, Dane, Tarzwel                                                                                      | |
| District de Timiskaming | King Kirkland | ~70 | Route 672 nord, Parc Provincial Esker Lake, lac Abitibi                                                       | |
| District de Timiskaming | Larder Lake   | ~85 | Route 624 sud, Heaslip                                                                                        | |
| District de Timiskaming | Kearns        | 104 | Frontière Québec-Ontario; continue en tant que Route 117 sud, à Rouyn-Noranda; fin de la route provinciale 66 | Frontière Québec-Ontario; continue en tant que Route 117 sud, à Rouyn-Noranda; fin de la route provinciale 66 |